# حرباء شائعة
الحرباء الشائعة (الاسم العلمي: Chamaeleo chamaeleon) وتعرف كذلك بحرباء البحر المتوسط، والحرباء الأوروبية، هي النوع الوحيد من الحرابي الذي يعيش في قارة أوروبا، وهي أكثر أنواع الحرابي انتشارًا.

## طبيعة الحرباء
تعيش الحرباء الشائعة -مثل معظم الحرابي- على الأشجار و تقضي فيها معظم وقتها، ولا تنزل إلى الأرض إلا نادرًا، إما للبحث عن غذائها من الحشرات والكائنات الصغيرة، أو لوضع بيضها في موسم التكاثر، أو للانتقال من شجرة لأخرى .
و طبيعتها هادئة و انطوائية مثل بقية الحرابي ولا تحب العيش مع حرباء أخرى ، و قد تحدث صراعات في حال وجود حرباءين في شجرة واحدة. و قد توجد الحرباء الشائعة في حدائق المنازل بين الشجيرات .

## تغيير اللون
الحرباء الشائعة هي من أنواع الحرابي القادرة على تغيير لونها، ولكنها تغير لونها لدرجات الأخضر و درجات البني، والأسود فقط .

## الانتشار

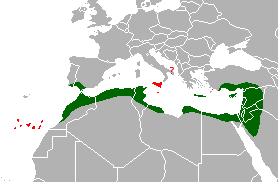
مناطق وجود الحرباء الشائعة.

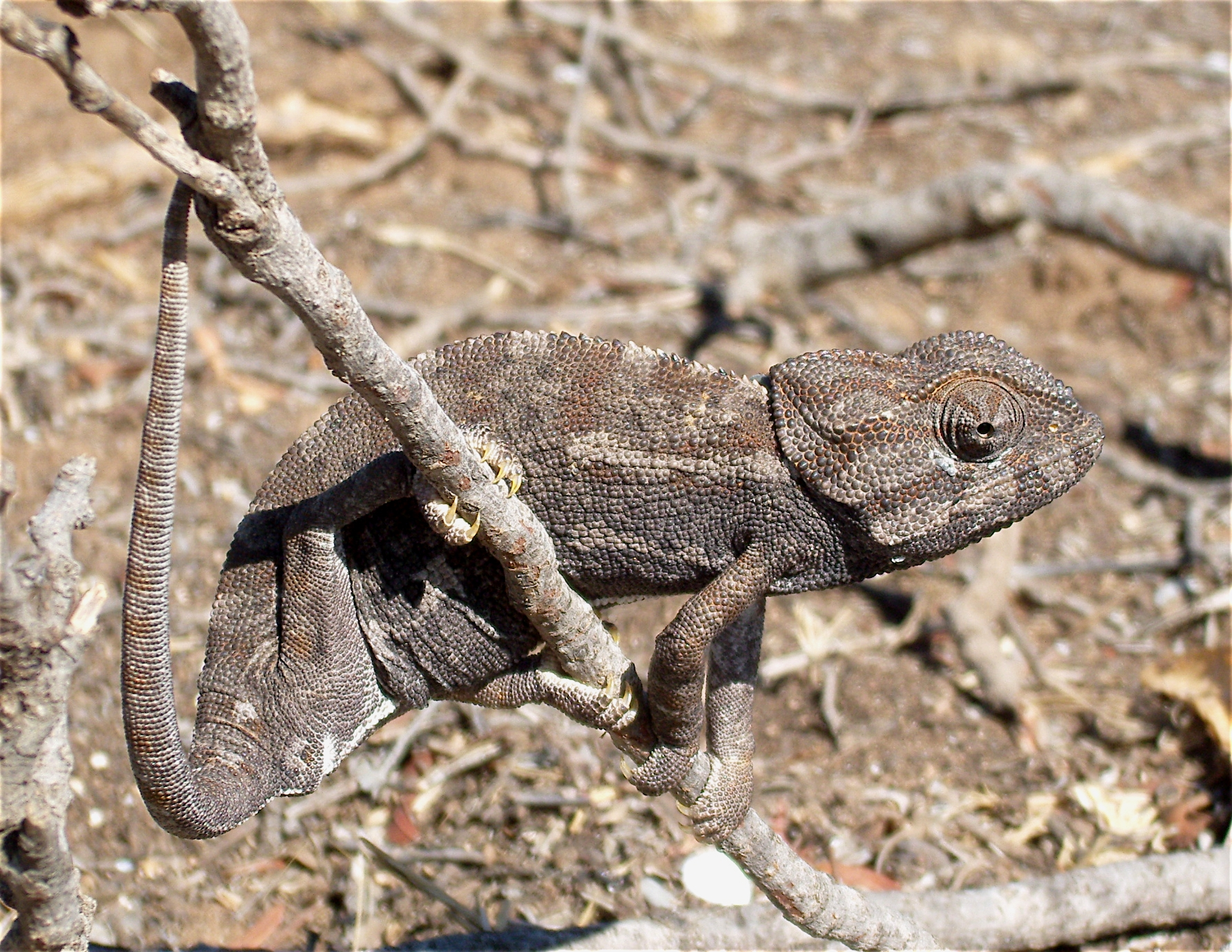
حرباء شائعة (Chamaeleo chamaeleon) متخفية ومندمجة في محيطها الطبيعي (قرب الوسلاتية، تونس)

تنتشر الحرباء الشائعة حول البحر المتوسط و في جنوب غرب شبه الجزيرة العربية حيث تتواجد في تركيا وجنوب اليونان ومالطا وقبرص وجنوب البرتغال وجنوب إسبانيا والمغرب والجزائر وليبيا ومصر وتونس وفلسطين والأردن وجنوب غرب المملكة العربية السعودية واليمن ولبنان وسوريا والعراق وإيران.

## صور

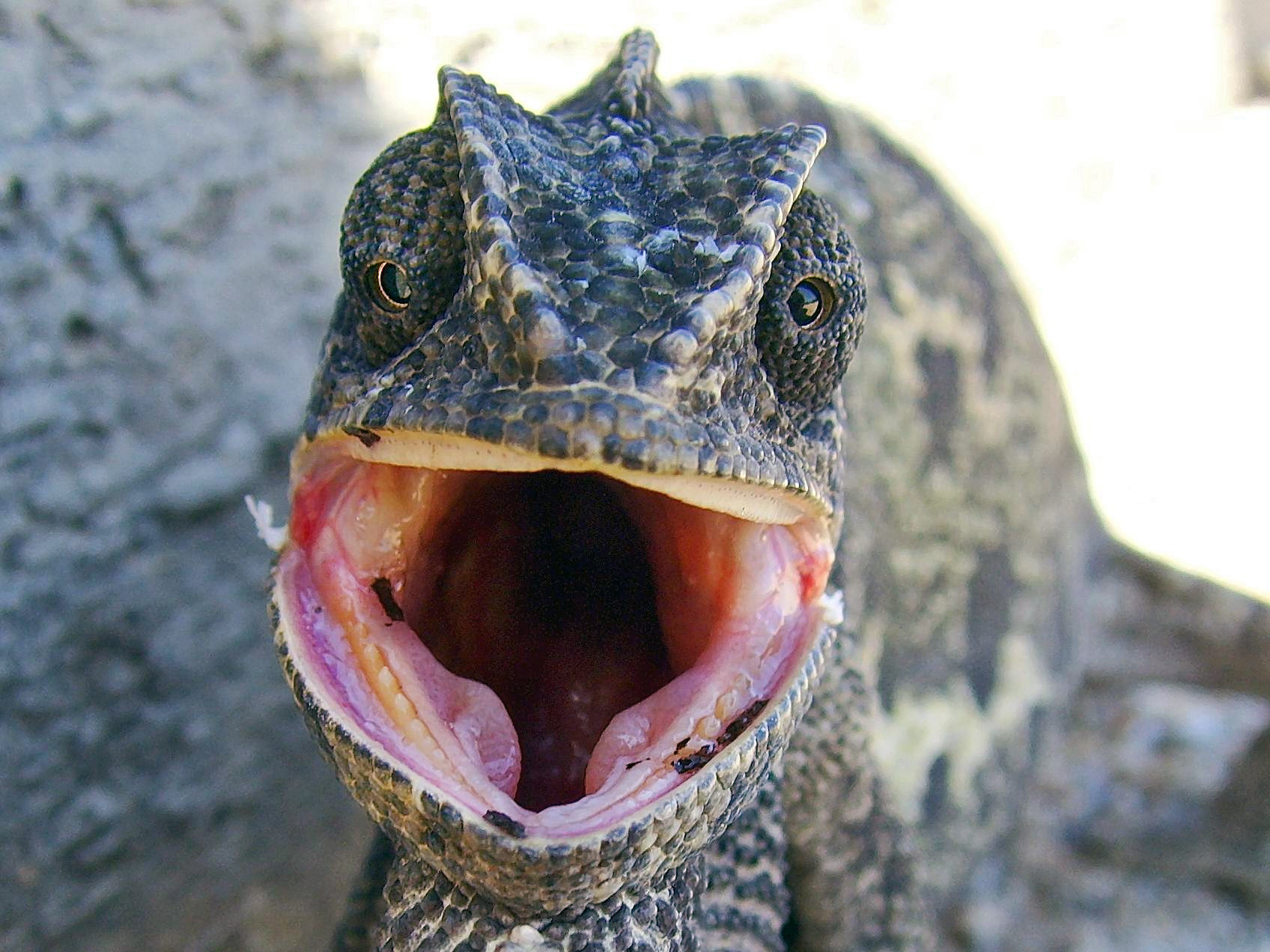
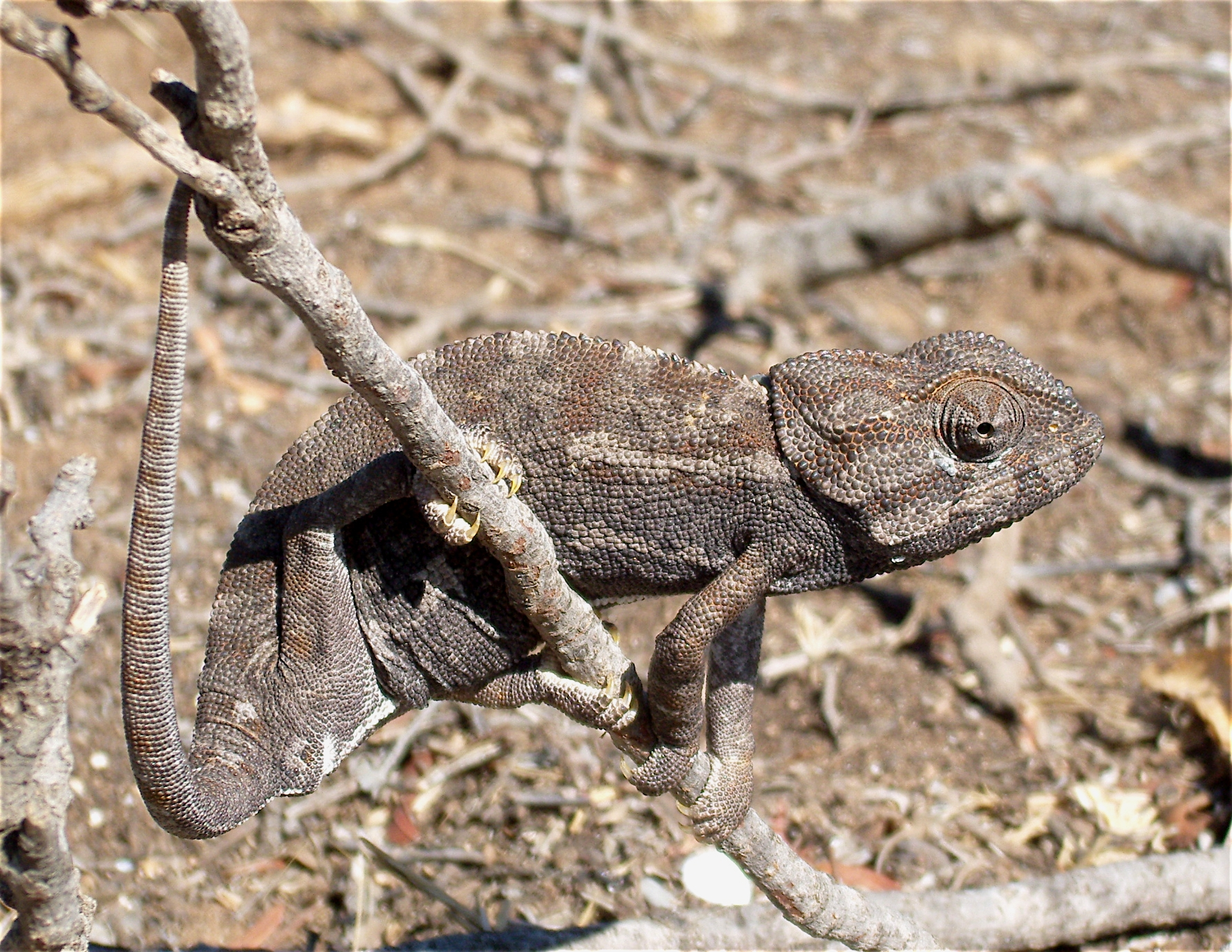
Chamäleon in grauer Färbung
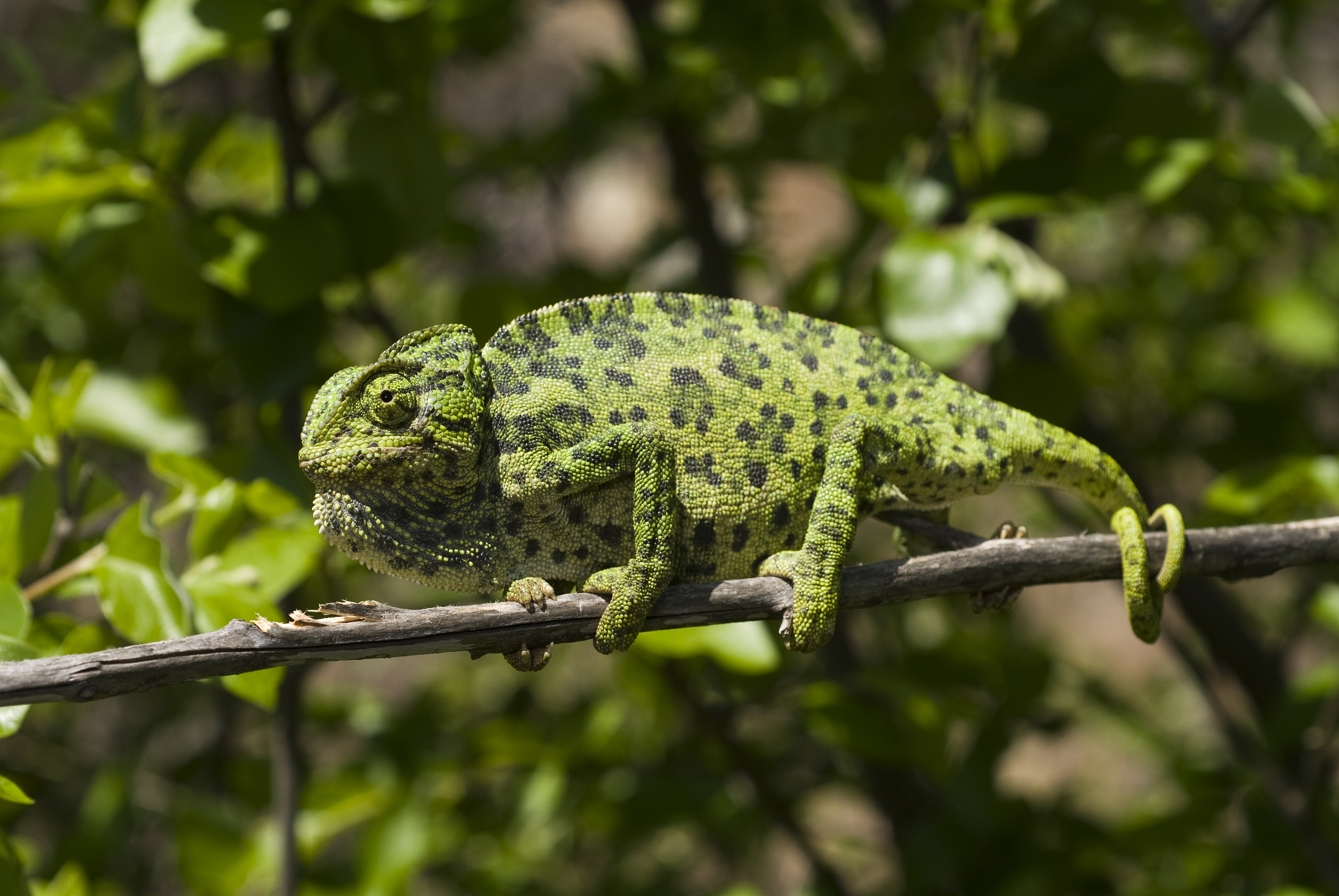
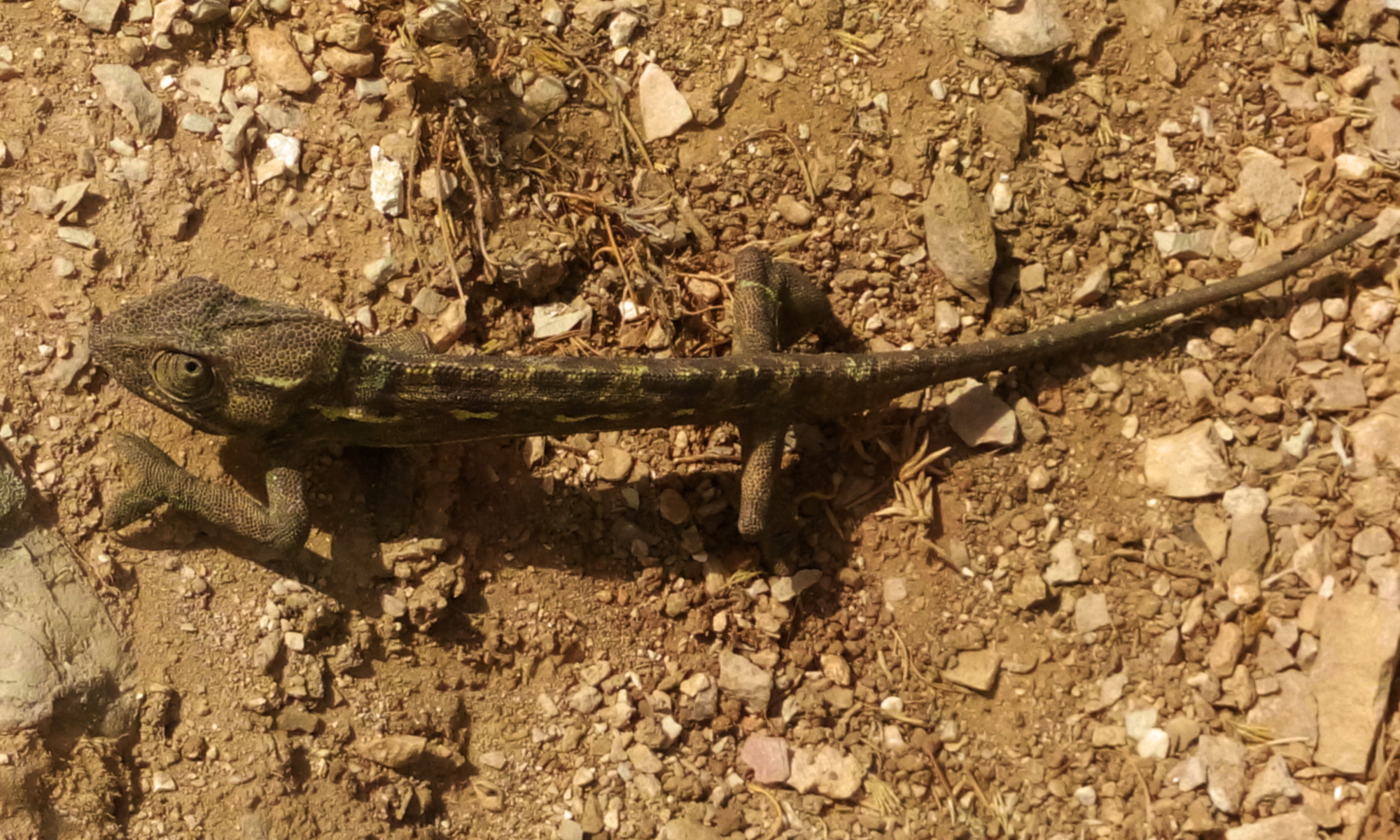
حرباء شائعة تحاول التخفي في مدينة الخليل في فلسطين